# 7月13日
7月13日（しちがつじゅうさんにち）は、グレゴリオ暦で年始から194日目（閏年では195日目）にあたり、年末まであと171日ある。

## できごと

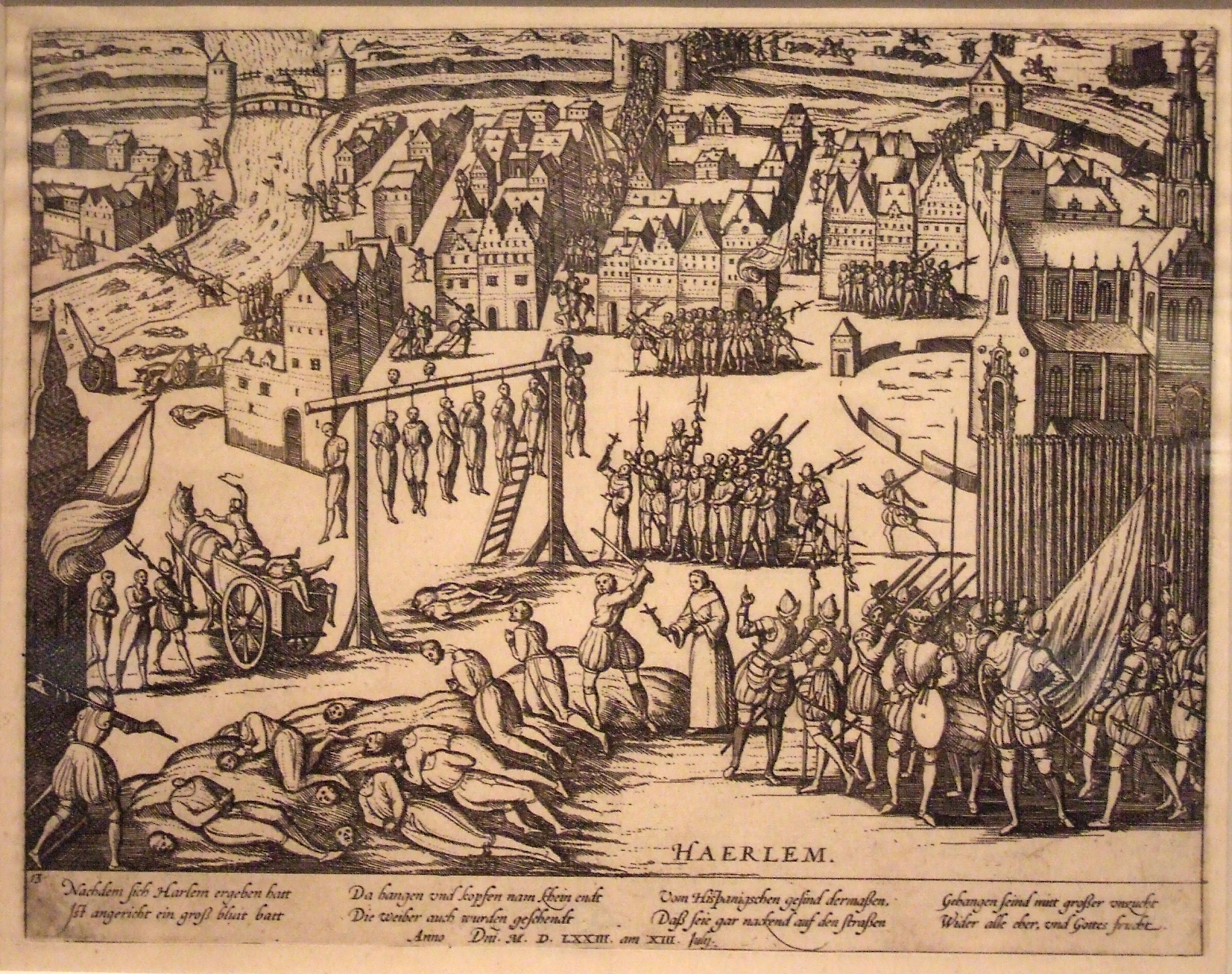
ハールレム攻城戦終結(1573)

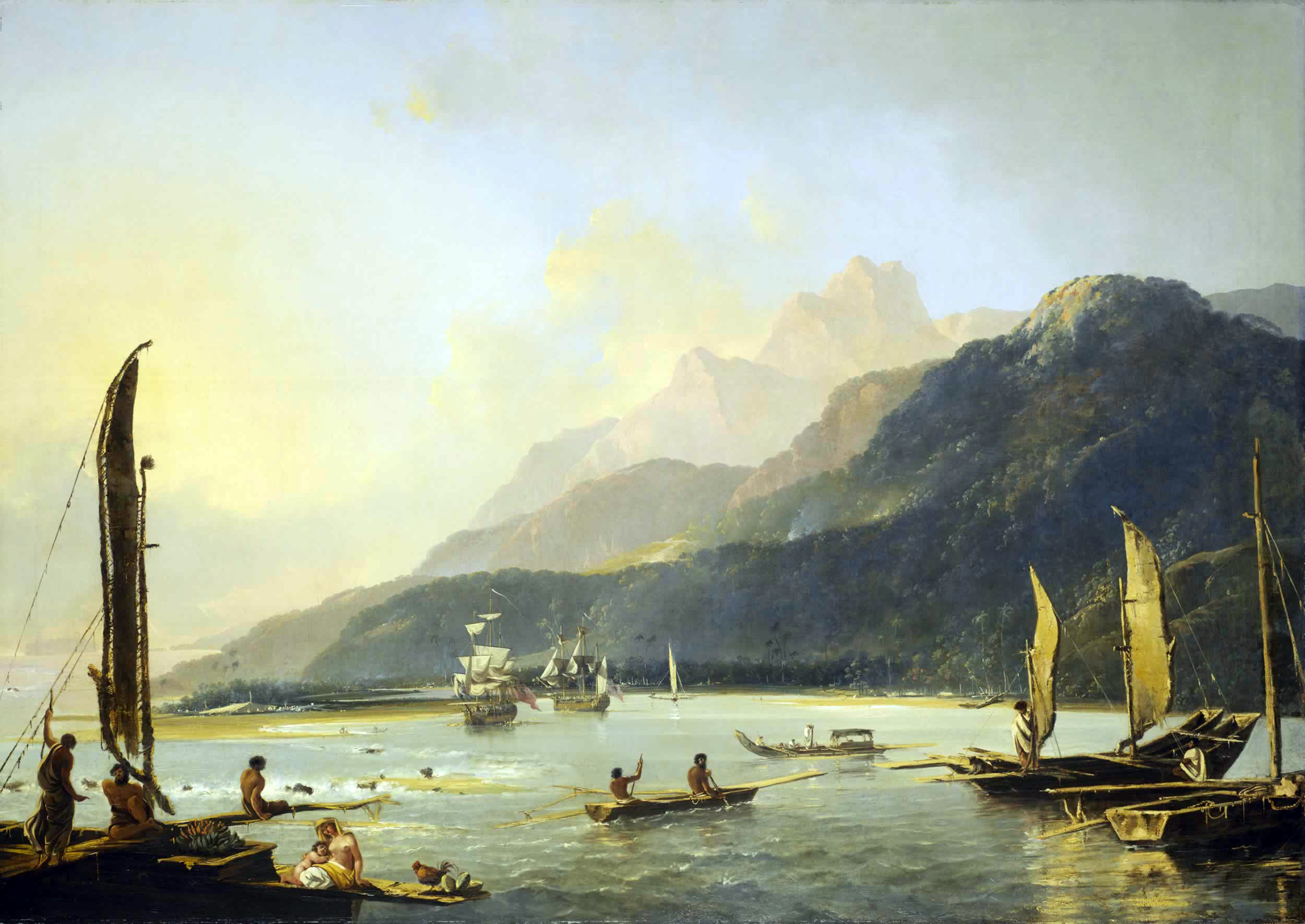
レゾリューション号とアドヴェンチャー号、プリマスを出港(1772)。画像は翌年、タヒチに停泊する両船。

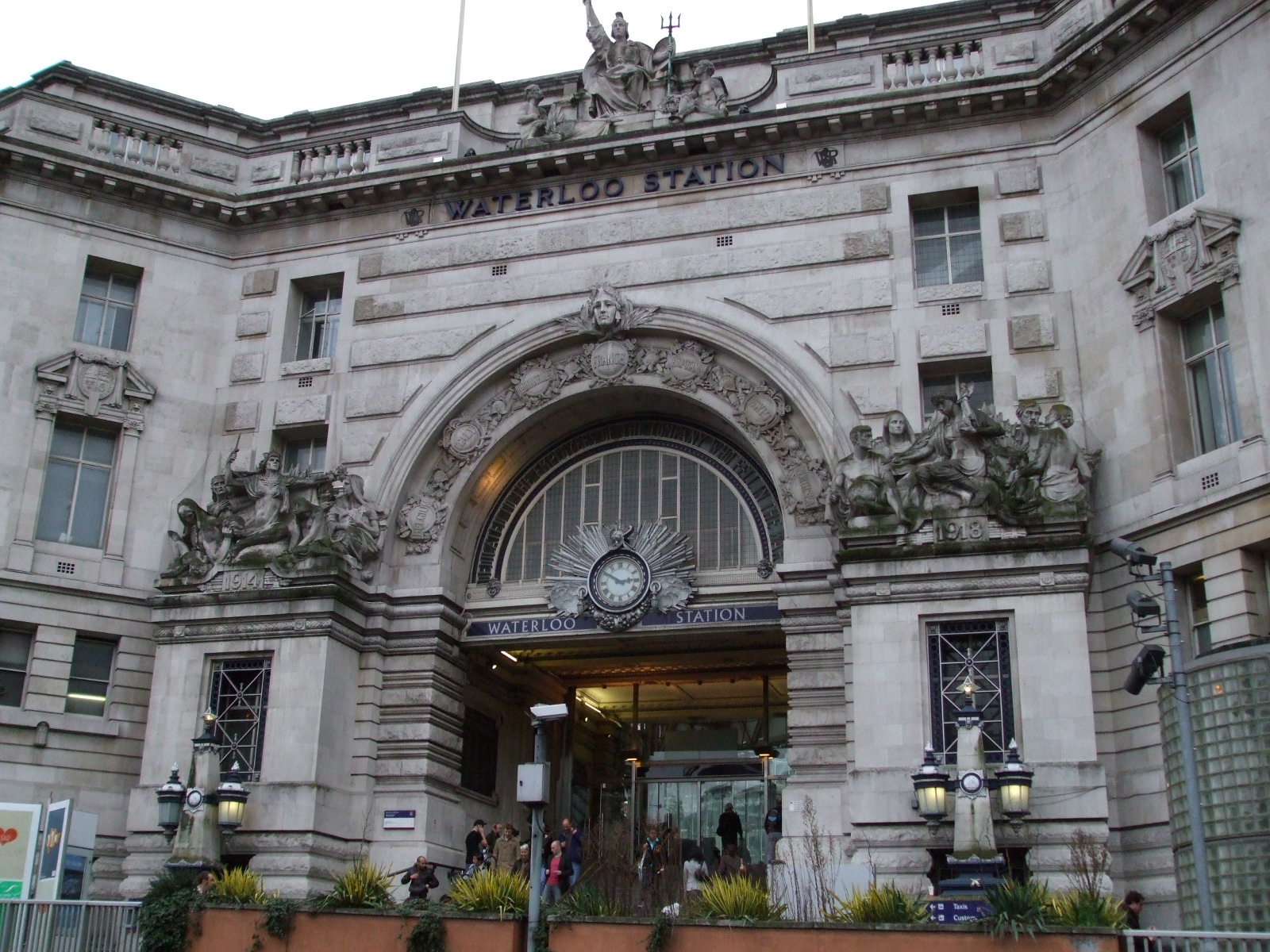
ロンドンのウォータールー駅(1848)開業

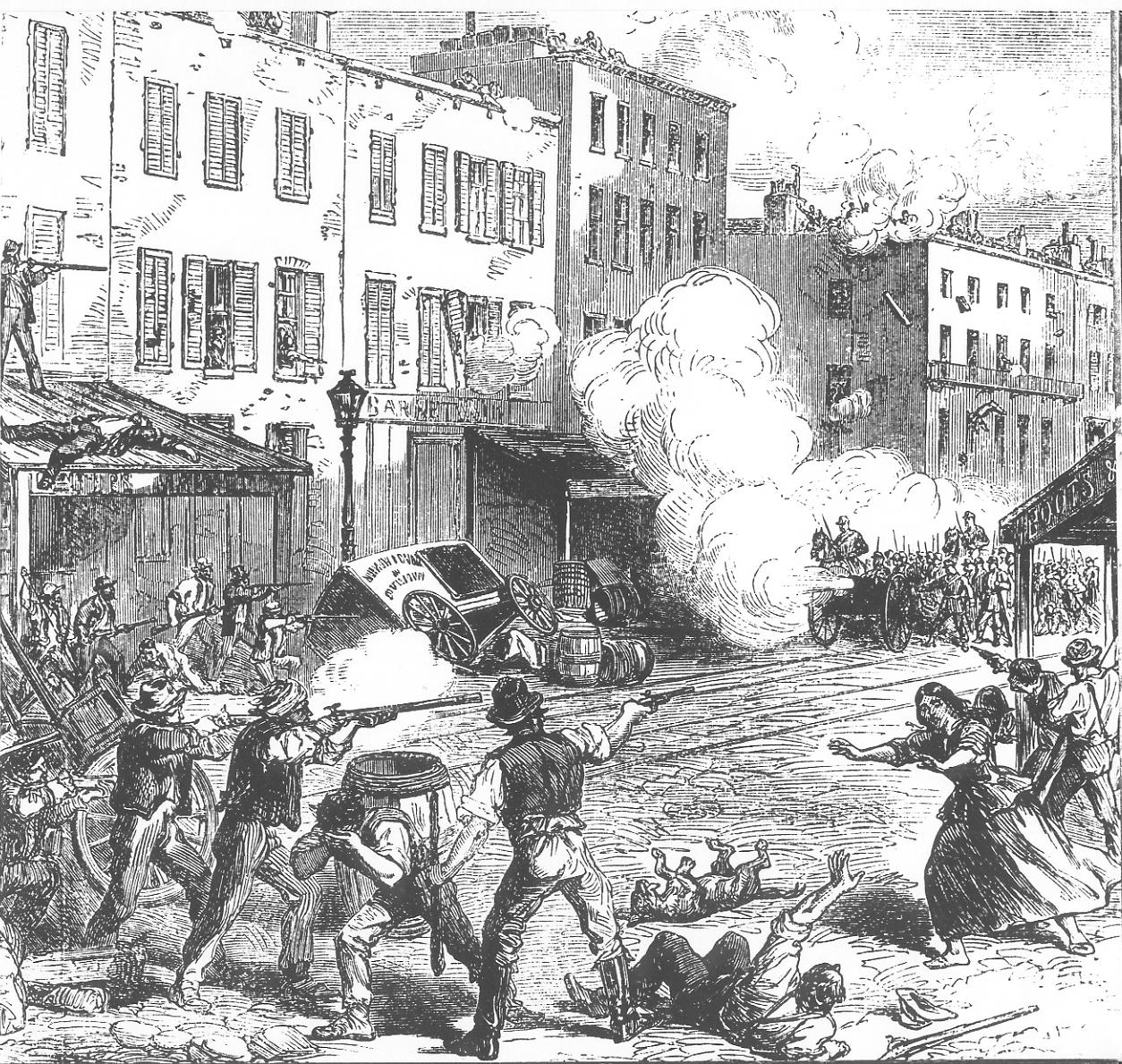
南北戦争下でニューヨーク徴兵暴動発生(1863)

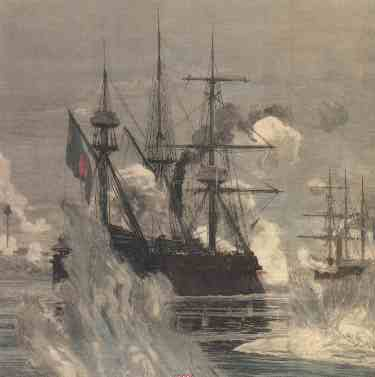
フランスがタイに領土の割譲を迫ったパークナム事件(1893)

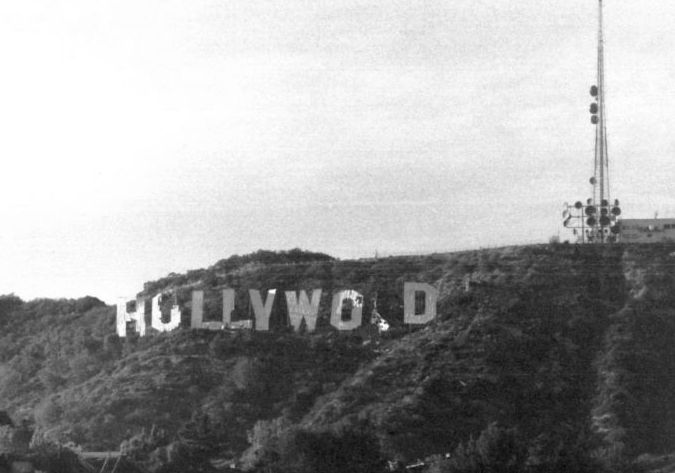
ハリウッドに"HOLLYWOOD"の看板設置(1923)。画像は1970年代に撮影、こののち1978年に鋼鉄製に造り替えられた。

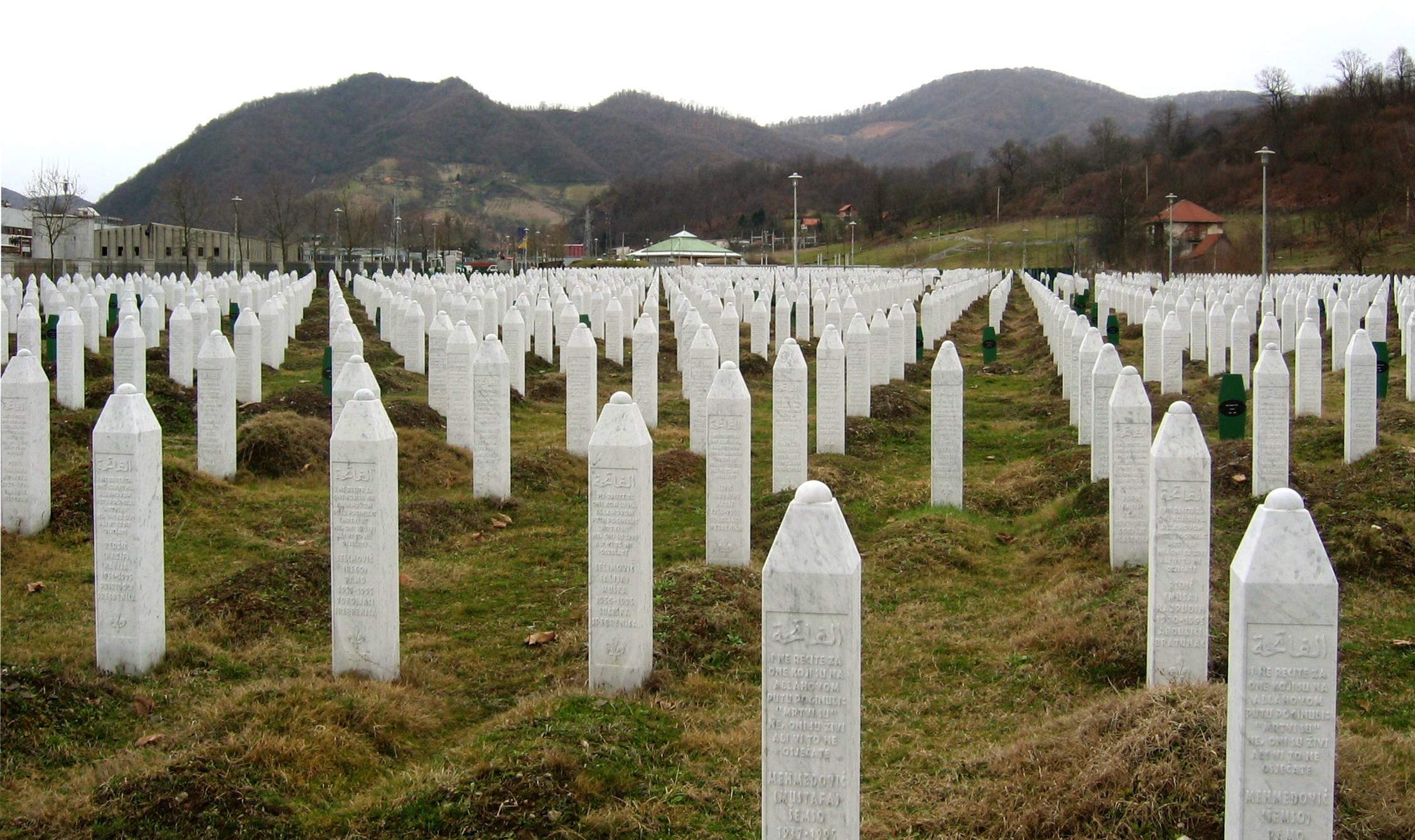
ボスニア・ヘルツェゴビナ紛争、スレブレニツァの虐殺(1995)。8000人超が犠牲となった

- 869年（貞観11年5月26日） - 貞観地震。（グレゴリオ暦換算、ユリウス暦7月9日）
- 986年（寛和2年6月23日） - 花山天皇が近習らとともに清涼殿から失踪。
- 1352年 （観応3年6月2日） - 光厳上皇・光明上皇・崇光上皇・直仁親王、奈良県の賀名生に拉致される。
- 1573年 - 八十年戦争: ハールレム攻城戦（英語版）が終結。
- 1643年 - イングランド内戦: ラウンドウェイダウンの戦い（英語版）。
- 1765年 - ロッキンガム侯チャールズ・ワトソン＝ウェントワースが第9代イギリス首相に就任。
- 1772年 - レゾリューション号およびアドヴェンチャー号がジェームズ・クック率いる2度目の太平洋探検のためプリマスを出港。
- 1787年 - アメリカ合衆国連合会議で北西部領土の統治方法を定めた北西部条例が可決。
- 1837年 - ヴィクトリア英女王がバッキンガム宮殿に移り住む。これ以降バッキンガムが英王室の常住の場となる[1]。
- 1848年 - ロンドンのターミナル駅ウォータールー駅が開業。
- 1863年 - ニューヨーク徴兵暴動勃発。南北戦争中の米ニューヨークでアイルランド系移民の労働者が徴兵反対を訴える。
- 1864年（元治元年6月10日）- 明保野亭事件。
- 1867年（慶応3年6月12日） - 坂本龍馬が『船中八策』を著す。
- 1870年 - 普仏戦争の原因となったエムス電報事件が起こる。
- 1878年 - 露土戦争の講和条約であるベルリン条約が締結。
- 1886年 - 1888年1月1日から東経135度の子午線の時刻を日本標準時とすることを定めた勅令「本初子午線経度計算方及標準時ノ件」が公布。
- 1893年 - パークナム事件。
- 1911年 - 第3次日英同盟協約締結。
- 1923年 - 後にハリウッドの象徴となる"HOLLYWOOD"の看板が設置される。
- 1930年 - サッカーの第1回ワールドカップがウルグアイで開幕。
- 1935年 - 福岡県伊田町の三井田川鉱業所（炭鉱）で爆発事故。救援隊も二次災害に遭い死者66人[2]。
- 1937年 - 大紅門事件。
- 1948年 - 優生保護法（現在の母体保護法）公布。
- 1950年 - 国立大学協会設立[3]。
- 1958年 - 第21次集団引揚げ船白山丸が中国天津市塘沽より579名を乗せて舞鶴港へ入港し、中国大陸からの集団引揚げが終結。
- 1966年 - 東京都教育委員会が次年度の都立高校入試から学校群制度導入を決定[4]。
- 1969年 - 前橋競輪場で投石、放火騒ぎ。観客、警官14人が重軽傷。観客が場外に排除された後も、群衆約2000人が機動隊とにらみ合いを続けた[5]。
- 1977年 - 1977年ニューヨーク大停電。ニューヨークで落雷が原因の停電が起こり、復旧までの3日間に900万人が影響を受けた。
- 1977年 - 津地鎮祭訴訟の最高裁大法廷判決。この判決で、いわゆる目的効果基準を採用。
- 1978年 - アルジェで第3回アフリカ競技大会が開幕。7月28日まで。
- 1985年 - アフリカ難民救済を目的としたチャリティーコンサート・ライヴエイドがフィラデルフィアとロンドンで開催。60カ国20億人が中継を視聴したとされる。
- 1985年 - 昭和天皇が、第108代後水尾天皇の84歳2か月を抜き、実在が明らかな天皇の中では歴代最長寿となる。
- 1987年 - 滋賀県のJR西日本・信楽線が第三セクター鉄道・信楽高原鐵道に転換。
- 1989年 - 群発地震が発生していた伊東市沖合の海底（手石海丘）が噴火する。
- 1989年 - パリの歌劇場オペラ・バスティーユが落成。
- 1995年 - ボスニア・ヘルツェゴビナ紛争: スレブレニツァの虐殺。ボスニア・ヘルツェゴビナのスレブレニツァでスルプスカ共和国軍が推定8千人のボシュニャク人を殺害。第二次世界大戦以降では欧州最悪のジェノサイド。
- 2001年 - モスクワで開かれていた国際オリンピック委員会（IOC）総会で2008年夏季オリンピックの北京開催が決定。
- 2003年 - イラクの暫定統治機関としてイラク統治評議会が設置される。
- 2003年 - プチエンジェル事件発生。児童買春デートクラブの経営者が小学6年生の少女4人を誘拐・監禁。16日に犯人が自殺し、17日に4人を保護[6]。
- 2004年 - 平成16年7月新潟・福島豪雨による大規模水害発生。新潟県三条市、中之島町などを中心に甚大な被害。
- 2006年 - 青森県立美術館が開館[7]。
- 2008年 - プロゴルファーの不動裕理が女子ツアーで初めて選手生涯獲得賞金を10億円台に乗せる。
- 2010年 - マイクロソフトのWindows 2000のサポートが終了。
- 2011年 - 南スーダンの国連加盟を勧告する国際連合安全保障理事会決議1999が採択される[8]。
- 2016年 - 明仁天皇が数年以内に皇太子徳仁親王へ譲位する意向を示した、とNHKが報じた[9]。
- 2024年 -ドナルド・トランプ暗殺未遂事件。第45代アメリカ合衆国大統領のドナルド・トランプが米東部ペンシルベニア州での選挙集会で演説中に銃撃され、負傷した[10]。

## 誕生日

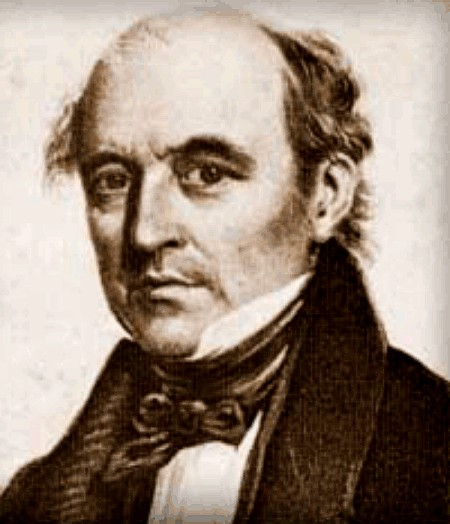
植物学者アラン・カニンガム(1791-1839)

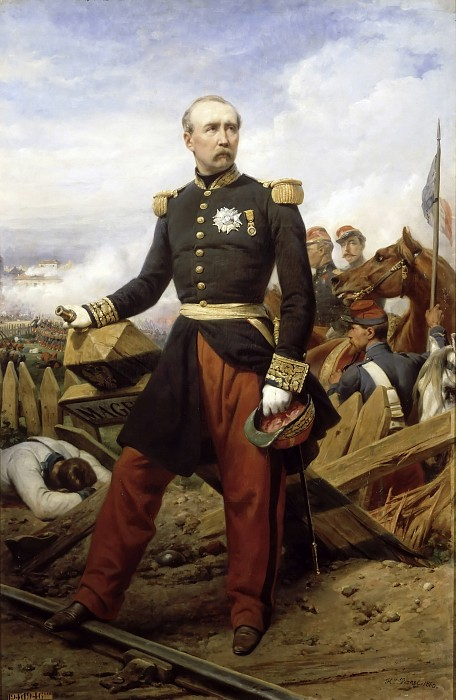
フランス第三共和政第2代大統領パトリス・ド・マクマオン(1808-1893)誕生

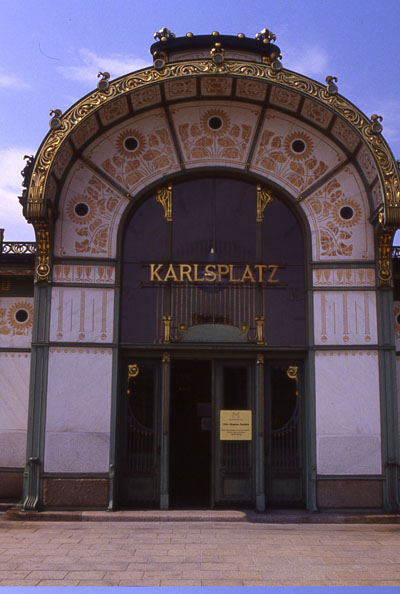
ウィーン分離派の建築家、オットー・ワーグナー(1841-1918)誕生。画像はカールスプラッツ駅

| 賽は投げられた。――ルビコン川を渡りポンペイウスとの内戦に突入する際に(BC49) |

| 来た、見た、勝った。――ファルナケス2世を敗って(BC47) |

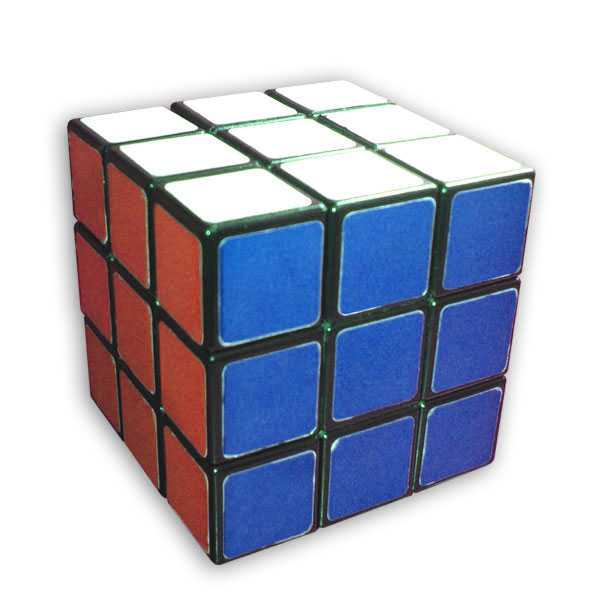
ルービック・キューブを考案した発明家ルビク・エルネー(1944-)誕生

- 紀元前100年 - ガイウス・ユリウス・カエサル、政治家（+ 紀元前44年）※7月12日説もある
- 40年 - グナエウス・ユリウス・アグリコラ、帝政ローマの軍人（+ 93年）
- 1527年 - ジョン・ディー、錬金術師、占星術師（+ 1608年）
- 1590年 - クレメンス10世、第239代ローマ教皇（+ 1676年）
- 1608年 - フェルディナント3世、神聖ローマ皇帝（+ 1657年）
- 1791年 - アラン・カニンガム、植物学者（+ 1839年）
- 1798年 - アレクサンドラ・フョードロヴナ、ロシア皇后（+ 1860年）
- 1808年 - パトリス・ド・マクマオン、フランス第三共和政第2代大統領（+ 1893年）
- 1815年（文化12年6月7日）- 梅田雲浜、儒学者（+ 1859年）
- 1821年 - ネイサン・ベッドフォード・フォレスト、アメリカ合衆国の軍人（+ 1877年）
- 1832年（天保3年6月16日）- 松本良順、江戸時代末期・明治期の医師（+ 1907年）
- 1841年 - オットー・ワーグナー、建築家（+ 1918年）
- 1852年 - ジョージ・ブラッドリー、元プロ野球選手（+ 1931年）
- 1859年 - シドニー・ウェッブ、政治家、社会主義者（+ 1947年）
- 1864年 - ジョン・ジェイコブ・アスター4世（+ 1912年）
- 1882年 - 青木繁、洋画家（+ 1911年）
- 1886年 - エドワード・ジョゼフ・フラナガン、聖職者、社会事業家（+ 1948年）
- 1887年 - 小絲源太郎、洋画家（+ 1978年）
- 1889年 - スタン・コベレスキ、元プロ野球選手（+ 1984年）
- 1891年 - フレエル、シャンソン歌手（+ 1951年）
- 1894年 - イサーク・バーベリ、小説家（+ 1941年）
- 1900年 - ジョージ・ルイス、ジャズクラリネット奏者（+ 1968年）
- 1901年 - 小山いと子、作家（+ 1989年）
- 1905年 - ボズレー・クラウザー、映画評論家（+ 1981年）
- 1914年 - 塚本やっこ、漫才師（三人奴）（+ 1987年）
- 1914年 - スティーヴン・ウルマン、言語学者（+ 1976年）
- 1917年 - 相模川佶延、元大相撲力士（+ 1987年）
- 1918年 - アルベルト・アスカーリ、F1レーサー（+ 1955年）
- 1924年 - カルロ・ベルゴンツィ、テノール歌手（+ 2014年）
- 1927年 - シモーヌ・ヴェイユ、政治家（+ 2017年）
- 1928年 - ダリル・スペンサー、元プロ野球選手（+ 2017年）
- 1930年 - 東谷夏樹、元プロ野球選手（+ 2006年）
- 1930年 - 杉田豊、グラフィックデザイナー、絵本作家（+ 2017年）
- 1933年 - ピエロ・マンゾーニ、美術家（+ 1963年）
- 1934年 - ウォーレ・ショインカ、詩人、劇作家
- 1935年 - 堺屋太一、作家、元経済企画庁長官（+ 2019年）
- 1935年 - ジャック・ケンプ、元アメリカンフットボール選手、政治家（+ 2009年）
- 1936年 - アルバート・アイラー、ジャズサクソフォーン奏者（+ 1970年）
- 1936年 - 佐藤公博、元プロ野球選手
- 1937年 - 水野忠夫、ロシア文学者、翻訳者（+ 2009年）
- 1937年 - 新宮晋、彫刻家
- 1939年 - ジョー・バリー、スワンプ・ポップ歌手（+ 2004年）
- 1940年 - パトリック・スチュワート、俳優
- 1941年 - ジャック・ペラン、俳優、映画プロデューサー（+ 2022年）
- 1941年 - ロバート・フォスター、俳優（+ 2019年）
- 1942年 - ハリソン・フォード、俳優
- 1942年 - ロジャー・マッギン、ミュージシャン（バーズ）
- 1942年 - 渡辺泰輔、元プロ野球選手（+ 2023年）
- 1942年 - 小野坂清、元プロ野球選手（+ 2012年）
- 1943年 - 関口宏、俳優、タレント
- 1943年 - 阪本敏三、元プロ野球選手（+ 2022年）
- 1944年 - エルノー・ルービック、発明家、彫刻家、建築家
- 1944年 - 堀口武視、政治家
- 1944年 - シリル・ノウルズ、サッカー選手、監督 (+ 1991年)
- 1945年 - 日野てる子、歌手（+ 2008年）
- 1946年 - 尾上松助、歌舞伎役者（+ 2005年）
- 1946年 - 内田圭一、元プロ野球選手
- 1947年 - 小松和彦、文化人類学者、民俗学者
- 1947年 - コリン・サーストン、音楽プロデューサー（+ 2007年）
- 1948年 - 中山千夏、小説家、タレント、政治家
- 1949年 - 長谷川きよし、シンガーソングライター
- 1950年 - 馬英九、中華民国元総統
- 1950年 - 河村和茂、元プロ野球選手
- 1951年 - 福間納、元プロ野球選手
- 1952年 - 三宅民夫、アナウンサー
- 1952年 - 鵜沢達雄、元プロ野球選手
- 1954年 - 北猛俊、政治家、富良野市長
- 1955年 - 達川光男、元プロ野球選手、監督
- 1955年 - 藤田博史、精神分析医
- 1955年 - 丹波義隆、俳優
- 1956年 - マイケル・スピンクス、プロボクサー
- 1957年 - ティエリー・ブーツェン、F1レーサー
- 1957年 - キャメロン・クロウ、映画監督
- 1957年 - 浅井純哉、高校野球指導者
- 1958年 - 山口二郎、政治学者
- 1959年 - ファンキー末吉、ミュージシャン（爆風スランプ）
- 1961年 - 大槻東巳、物理学者
- 1962年 - 橋口亮輔、映画監督、脚本家
- 1963年 - エリック宮城、トランペット奏者
- 1963年 - 水野良、作家、ゲームデザイナー
- 1963年 - スパッド・ウェッブ、バスケットボール選手
- 1963年 - 村上眞一、元プロ野球選手
- 1964年 - 青山真治、映画監督（+ 2022年）
- 1964年 - 金子雅弘、空手家
- 1964年 - 村田晃嗣、政治学者、同志社大学助教授
- 1965年 - 中森明菜、歌手
- 1965年 - 本広克行、演出家、映画監督
- 1966年 - 石川秀美、元歌手
- 1967年 - 北斗晶、タレント、元プロレスラー
- 1968年 - 南央美、声優
- 1969年 - 葉山レイコ、女優、タレント
- 1969年 - 西野健一、お笑いタレント
- 1969年 - 藤井岳彦、作曲家
- 1970年 - 石毛博史、元プロ野球選手
- 1970年 - 角田英介、元俳優
- 1971年 - 遠藤章造、お笑いタレント（ココリコ）
- 1971年 - 渡辺秀一、元プロ野球選手
- 1972年 - 大地洋輔、お笑い芸人（ダイノジ）
- 1972年 - スギ。、お笑い芸人（インスタントジョンソン）
- 1973年 - 賀山祐介、ミュージカル俳優
- 1974年 - ヤルノ・トゥルーリ、F1レーサー
- 1974年 - 川本成、タレント（あさりど）
- 1975年 - 長谷川崇夫、歌手
- 1976年 - 内藤裕子、アナウンサー
- 1976年 - ディアナ・ヴィシニョーワ、バレエダンサー
- 1976年 - 中澤晃、元陸上競技選手
- 1977年 - 鈴木紗理奈、タレント、女優
- 1977年 - 今村文昭、元プロ野球選手
- 1979年 - 井川慶、元プロ野球選手
- 1979年 - 飯山裕志、元プロ野球選手
- 1979年 - ルシンダ・ルー、フィギュアスケート選手
- 1980年 - 中孝介、歌手
- 1980年 - 松比良平太、元プロ野球選手
- 1981年 - ジョアオ・パオロ・デ・オリベイラ、レーシングドライバー
- 1981年 - 木南清香、女優
- 1982年 - ヤディアー・モリーナ、プロ野球選手
- 1982年 - 秋信守、プロ野球選手
- 1982年 - クリストファー・ベルントソン、フィギュアスケート選手
- 1982年 - 木坂哲平、お笑い芸人（パニーニ）
- 1983年 - 陳鏞基、プロ野球選手
- 1983年 - Tatsuya、ミュージシャン（START OF THE DAY）
- 1983年 - 劉翔、元陸上競技（障害走）選手
- 1984年 - 吉田仁美、女優、声優、歌手
- 1985年 - 内竜也、元プロ野球選手
- 1985年 - 苔口卓也、元サッカー選手
- 1985年 - 上野なつひ、女優
- 1985年 - 平山智加、ボートレーサー
- 1985年 - アハマド・ブストミ、サッカー選手
- 1985年 - ギジェルモ・オチョア、サッカー選手
- 1985年 - 伊藤綾祐、ミュージカル俳優
- 1986年 - 木原真佐人、元陸上競技選手
- 1988年 - 五嶋龍、ヴァイオリニスト
- 1988年 - 渋谷飛鳥、タレント、女優（元美少女クラブ31）
- 1988年 - 仁藤拓馬、元プロ野球選手
- 1988年 - 王靖超、元プロ野球選手
- 1988年 - ヴァネッサ・クワイ、歌手
- 1988年 - DJ・ルメイユ、プロ野球選手
- 1989年 - 道重さゆみ、歌手（元モーニング娘。）
- 1989年 - 柏原竜二、元陸上競技選手
- 1989年 - 高木勇人、プロ野球選手
- 1990年 - 小山夏希、グラビアアイドル
- 1990年 - 古谷健太、お笑い芸人
- 1992年 - 大谷澪、元グラビアアイドル
- 1992年 - 高梨雄平、プロ野球選手
- 1993年 - のん、女優、ファッションモデル
- 1993年 - 羅冠聡、政治家
- 1993年 - ダニー・ダ・コスタ、サッカー選手
- 1994年 - 三浦采夏、女優
- 1994年 - 久慈暁子、アナウンサー、元ファッションモデル、元女優
- 1994年 - 中元大介、声優
- 1994年 - 上枝恵美加、タレント、元アイドル（元NMB48）
- 1995年 - コディ・ベリンジャー、プロ野球選手
- 1995年 - 永井すみれ、女優、グラビアアイドル
- 1996年 - キーリー・マーシャル、女優
- 1996年 - 田島洸成、元プロ野球選手
- 1996年 - チェ・アダムス、サッカー選手
- 1997年 - 桑代貴明、俳優
- 1998年 - 水上由伸、プロ野球選手
- 1999年 - 田中瑛斗、プロ野球選手
- 2000年 - 秦令欧奈、アナウンサー
- 2003年 - 嶋村麟士朗、プロ野球選手
- 2004年 - 高木星来、俳優
- 2005年 - 千葉紀佳、ファッションモデル、アイドル
- 2005年 - 長岡柚奈、フィギュアスケート選手
- 生年不詳 - 立岡耕造、声優
- 生年不詳 - 永野希、シンガーソングライター
- 生年不詳 - 小宅悠一、声優
- 生年不詳 - 川中瀬奈、声優
- 生年不詳 - 辻森梓咲、声優

## 忌日

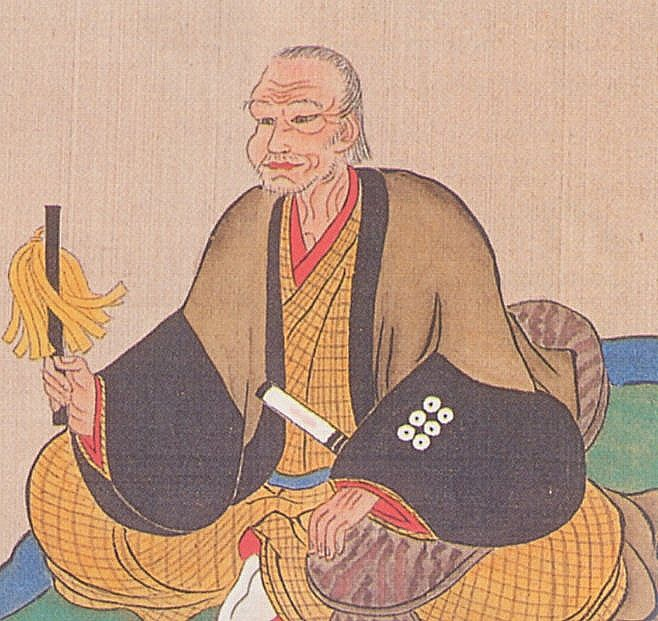
武将、真田昌幸(1547-1611)没。

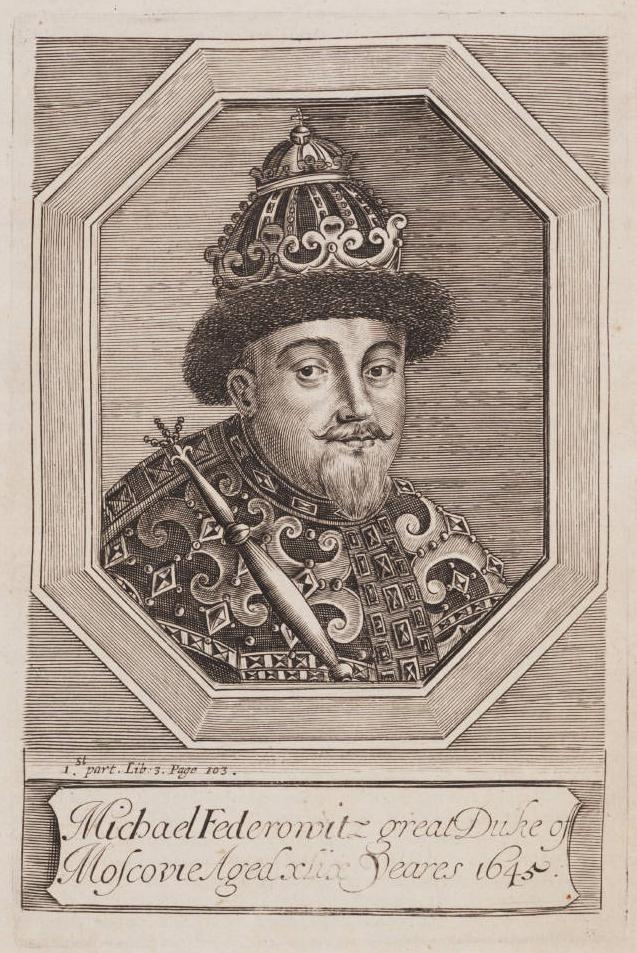
ロマノフ朝創始者、モスクワ・ロシアのツァーリ、ミハイル・ロマノフ(1596-1645)没。

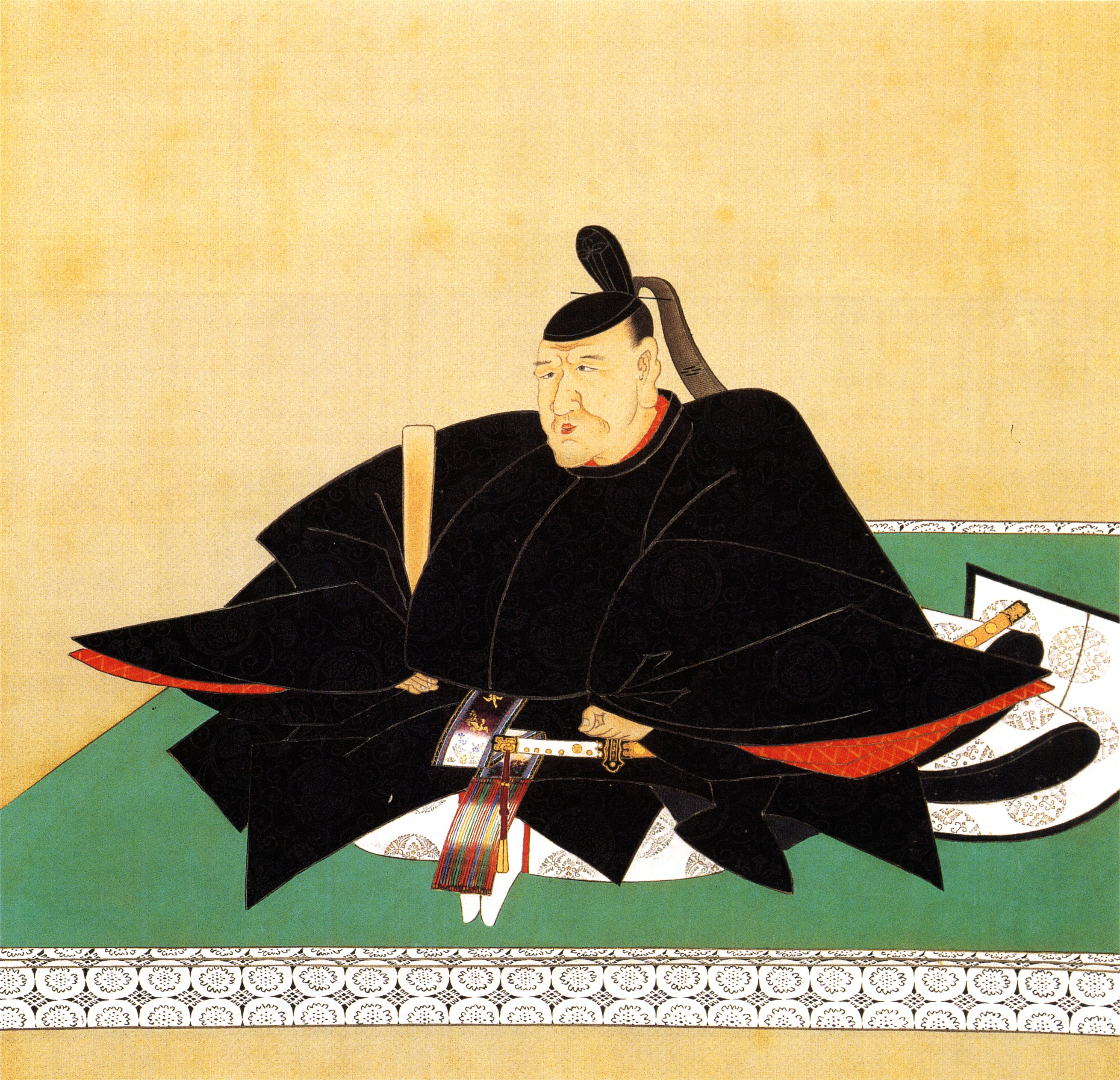
江戸幕府第9代将軍、徳川家重(1712-1761)没。

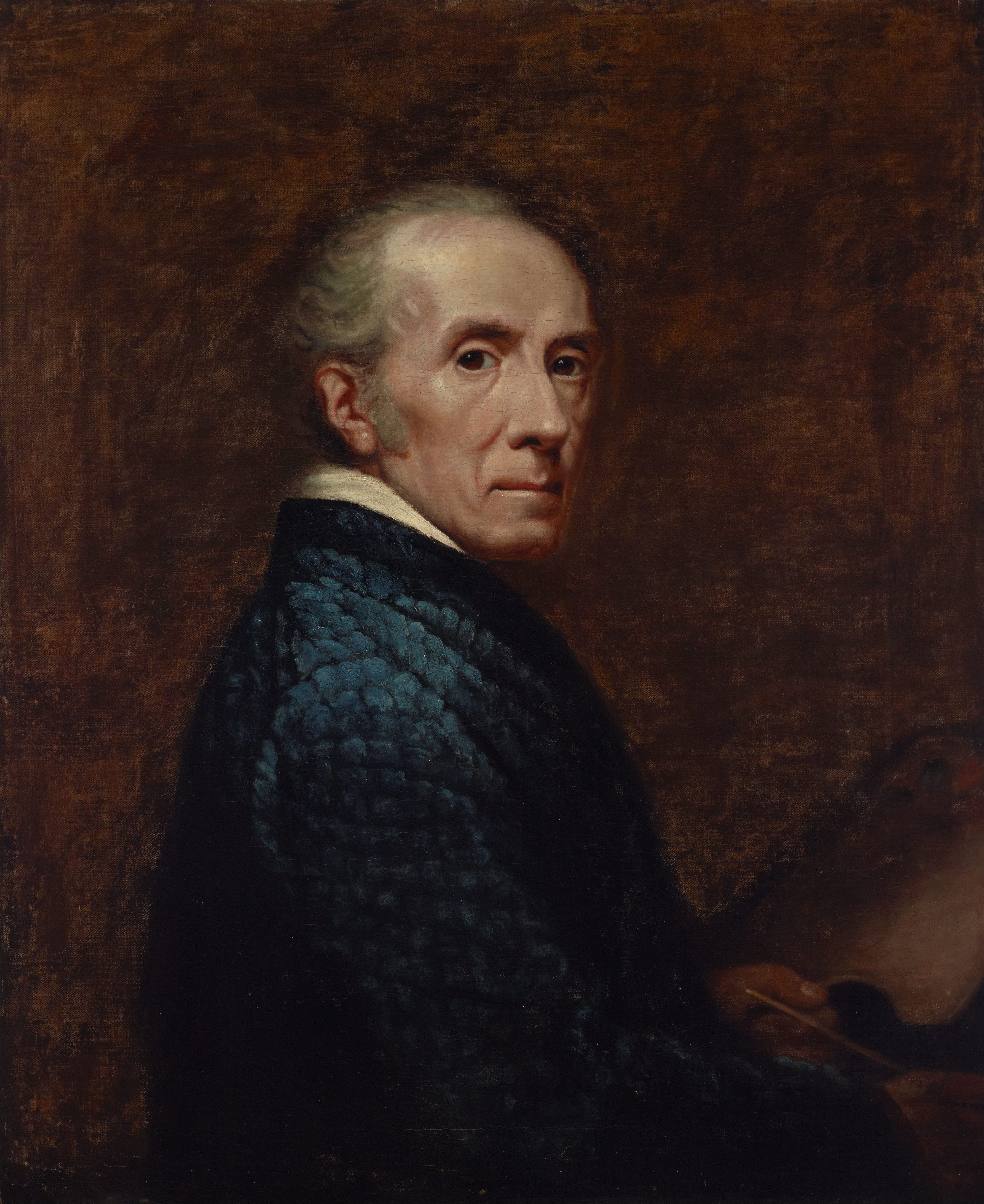
画家ジェームズ・ノースコート(1746-1831)没。

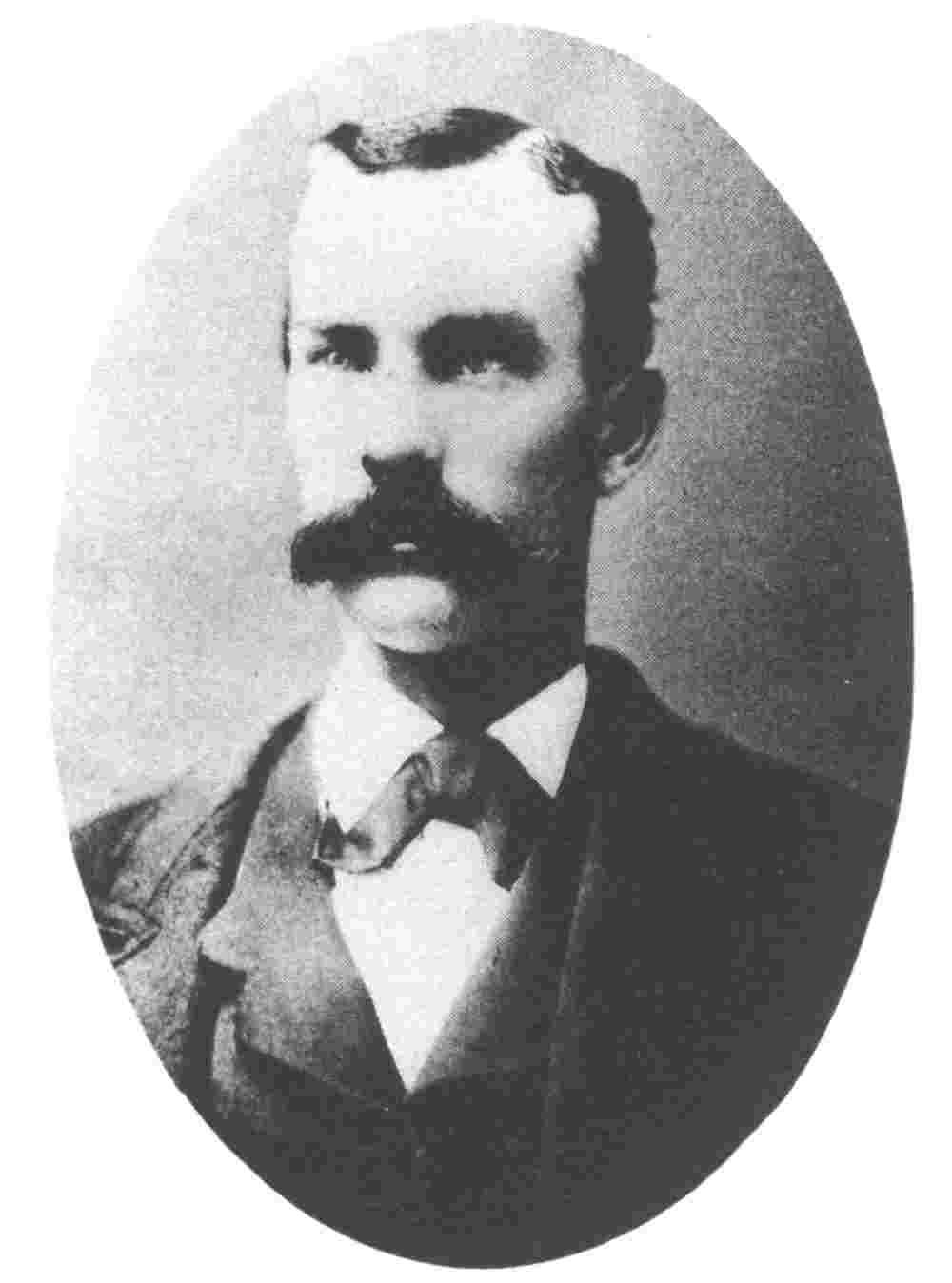
アメリカ西部開拓時代のガンマン、リンゴ・キッド(1850-1882)、死体で発見。

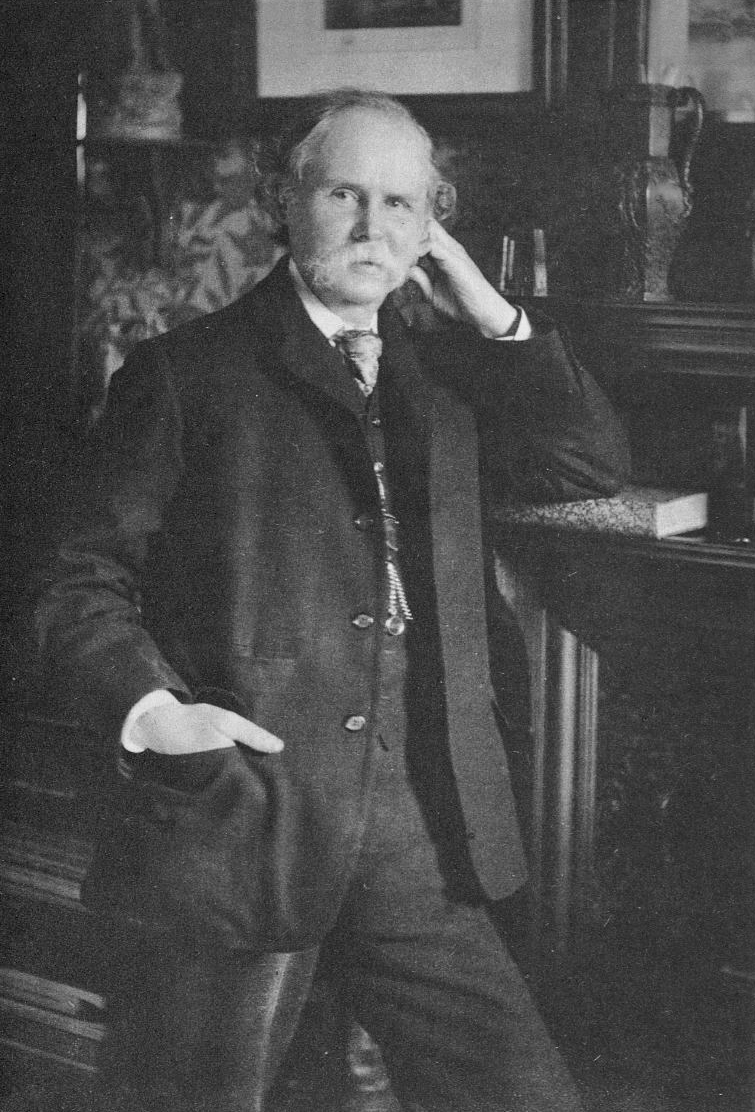
新古典派の経済学者アルフレッド・マーシャル(1842-1924)没。

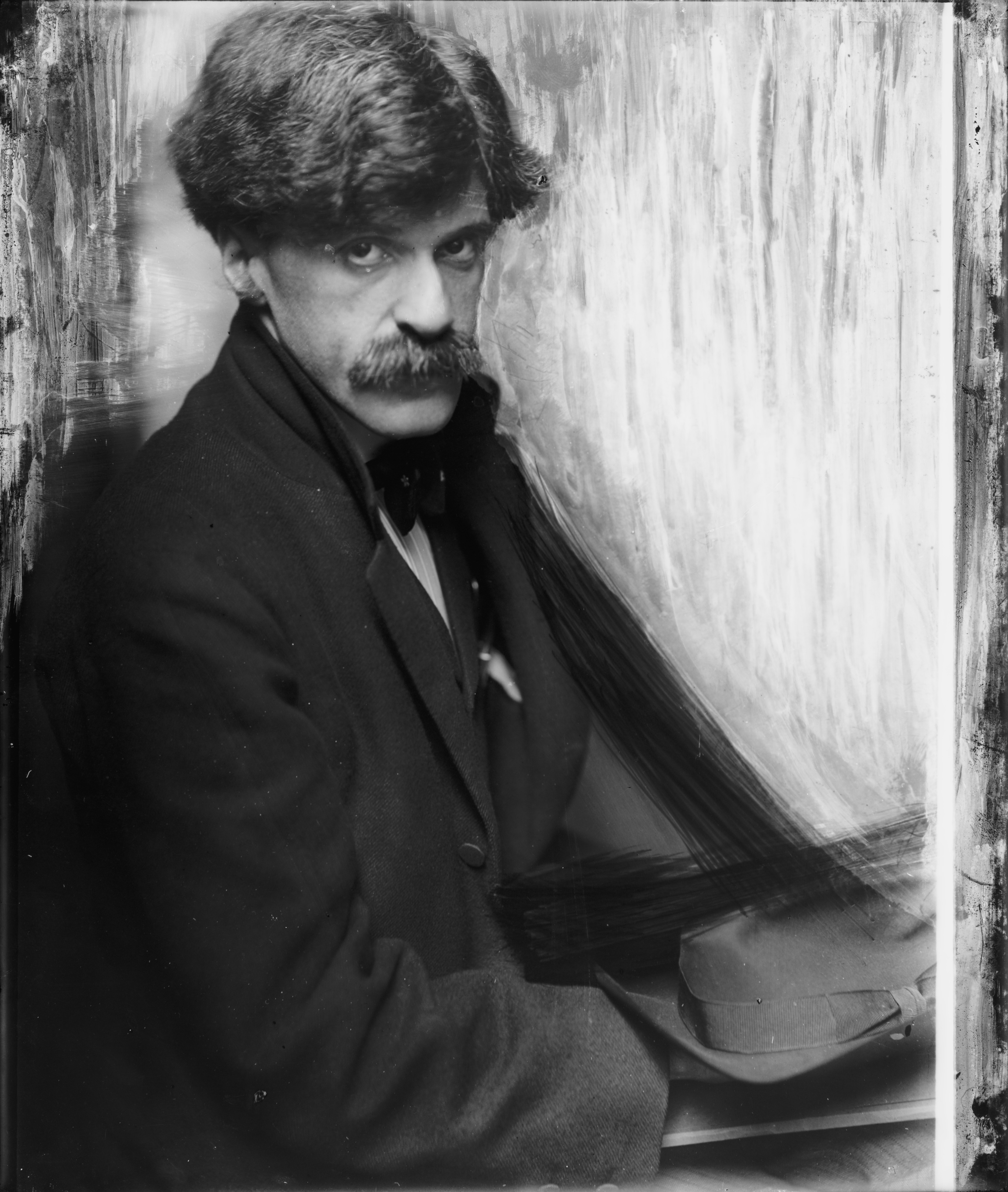
写真家アルフレッド・スティーグリッツ(1864-1946)没。。

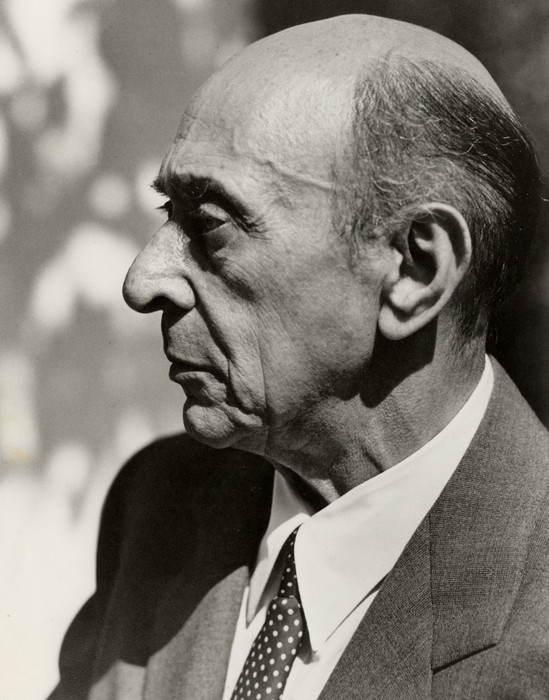
作曲家アルノルト・シェーンベルク(1874-1951)没。

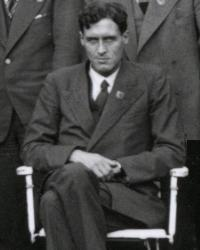
反物質研究の第一人者、物理学者パトリック・ブラケット(1897-1974)没。

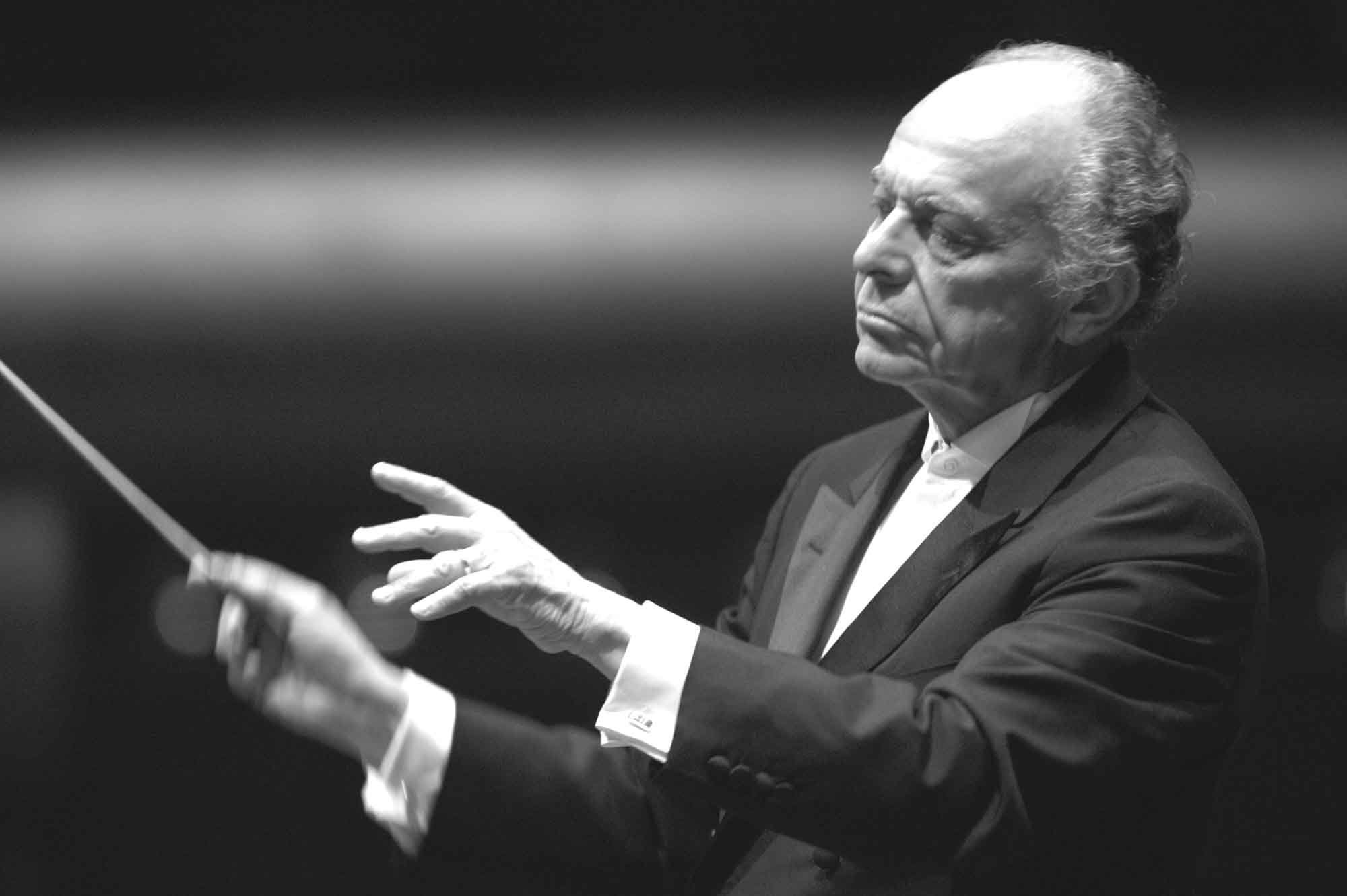
指揮者ロリン・マゼール(1930-2014)没。

### 人物
- 982年 - ギュンター、マイセン辺境伯
- 998年（長徳4年6月12日） - 寛朝、真言宗の僧（* 916年）
- 1205年 - ヒューバート・ウォルター、カンタベリー大司教、大法官
- 1380年 - ベルトラン・デュ・ゲクラン、百年戦争期のフランス軍人（* 1320年）
- 1611年（慶長16年6月4日） - 真田昌幸、戦国武将（* 1547年）
- 1629年 - カスパー・バルトリン、解剖学者（* 1585年）
- 1645年 - ミハイル・ロマノフ、ロシア帝国のツァーリ（* 1596年）
- 1673年（寛文13年5月29日） - 板倉重矩、江戸幕府老中、烏山藩主（* 1617年）
- 1685年（貞享2年6月12日） - 八橋検校、近代箏曲の父とされる検校（* 1614年）
- 1755年 - エドワード・ブラドック、イギリス軍の将軍（* 1695年）
- 1761年（宝暦11年6月12日） - 徳川家重、江戸幕府第9代将軍（* 1711年）
- 1762年 - ジェームズ・ブラッドリー、天文学者（* 1693年）
- 1774年 - オットー・フォン・ミュンヒハウゼン、植物学者（* 1716年）
- 1777年 - ギヨーム・クストゥー、彫刻家（* 1716年）
- 1789年 - ヴィクトール・リケッティ・ド・ミラボー、経済思想家（* 1715年）
- 1793年 - ジャン＝ポール・マラー、フランス革命ジャコバン派の指導者（* 1743年）
- 1794年 - ジェームズ・リンド、医師（* 1716年）
- 1807年 - ヘンリー・ベネディクト・ステュアート、ジャコバイトが支持するイングランドの王位継承権者（* 1725年）
- 1831年 - ジェームズ・ノースコート、画家（* 1746年）
- 1832年（天保3年6月16日） - 堀田正敦、江戸幕府若年寄、佐野藩主（* 1755年）
- 1849年（嘉永2年5月24日） - 橘守部、国学者（* 1781年）
- 1858年 - ジェーン・ルードン、作家（* 1807年）
- 1882年 - ジョニー・リンゴ、西部開拓時代のガンマン、アウトロー（* 1850年）
- 1885年 - Augusto Vera、哲学者（* 1813年）
- 1886年 - 山内豊範、第16代土佐藩主（* 1846年）
- 1890年 - ジョン・C・フレモント、探検家（* 1813年）
- 1896年 - アウグスト・ケクレ、有機化学者（* 1829年）
- 1902年 - ベンヤミン・ビルゼ、指揮者、作曲家（* 1816年）
- 1921年 - ガブリエル・リップマン、物理学者（* 1845年）
- 1921年 - エミール・ファイファー（英語版）、小児科医、ファイファー病報告者（* 1846年）
- 1924年 - アルフレッド・マーシャル、経済学者（* 1842年）
- 1934年 - ケイト・シェパード、女性運動家、婦人参政権論者（* 1848年）
- 1934年 - アール・エレソン・マッコイ、作曲家、指揮者（* 1884年）
- 1943年 - ロレンソ・バルセラータ、作曲家、俳優（* 1898年）
- 1943年 - ルッツ・ロング、陸上競技選手（* 1913年）
- 1945年 - アラ・ナジモヴァ、女優、脚本家、映画プロデューサー（* 1879年）
- 1945年 - ロスコー・ディッキンソン、化学者（* 1894年）
- 1946年 - アルフレッド・スティーグリッツ、写真家（* 1864年）
- 1947年 - 野口米次郎、英詩人、小説家、評論家、俳句研究者（* 1875年）
- 1951年 - アルノルト・シェーンベルク、作曲家（* 1874年）
- 1954年 - フリーダ・カーロ、画家（* 1907年）
- 1967年 - 吉野秀雄、歌人（* 1902年）
- 1970年 - レズリー・グローヴス、アメリカ陸軍の中将、マンハッタン計画指導者（* 1896年）
- 1970年 - 盛世才、新疆省の指導者（* 1897年）
- 1971年 - 益子かつみ、漫画家（* 1924年）
- 1974年 - パトリック・ブラケット、実験物理学者（* 1897年）
- 1975年 - 菊池勇夫、労働法学者、第9代九州大学総長、同大学名誉教授（* 1898年）
- 1977年 - ヘルマン・ケンペル、発明家（* 1892年）
- 1978年 - 畠山麦、俳優（* 1944年）
- 1980年 - セレツェ・カーマ、政治家、ボツワナ初代大統領（* 1921年）
- 1981年 - 平岡養一、木琴（シロフォン）奏者（* 1907年）
- 1983年 - 猪口力平、海軍軍人、神風特別攻撃隊命名者（* 1903年）
- 1984年 - ジョン・デービス（英語版）、ウエイトリフティング選手、1948年ロンドン五輪・1952年ヘルシンキ五輪金メダリスト（* 1921年）
- 1985年 - 池田直、官僚、政治家、元佐賀県知事（* 1901年）
- 1986年 - 神田隆、俳優（* 1918年）
- 1990年 - ローラ・パールズ（英語版）、心理学者、ゲシュタルト療法共同考案者（* 1905年）
- 1991年 - 青木精太郎、鉄道技術者、実業家、元京阪電気鉄道社長（* 1906年）
- 1994年 - バッキー白片、スティール・ギター奏者、作曲家（* 1912年）
- 1994年 - 今井英二、政治家、元福島県白河市長（* 1930年）
- 1995年 - 星子敏雄、政治家、元熊本県熊本市長（* 1905年）
- 1995年 - 磯部忠正、哲学者（* 1909年）
- 1995年 - ゴッドフレッド・カーク・クリスチャンセン（英語版）、実業家、元LEGO社長（* 1920年）
- 1995年 - マッティ・ペロンパー、俳優（* 1951年）
- 1997年 - アレクサンドラ・ダニロワ、バレエダンサー（* 1903年）
- 1997年 - エディ・ラダ、フィギュアスケート選手（* 1922年）
- 2001年 - 青木一雄、アナウンサー（* 1917年）
- 2002年 - ユーサフ・カーシュ、写真家（* 1908年）
- 2002年 - 都筑卓司、物理学者、横浜市立大学名誉教授（* 1928年）
- 2002年 - 林美雄、TBSアナウンサー（* 1943年）
- 2003年 - 坂口祐三郎、俳優（* 1941年）
- 2004年 - 梅村正司、実業家、元日興証券社長（* 1920年）
- 2004年 - 森嶋通夫、経済学者、ロンドン・スクール・オブ・エコノミクス・大阪大学名誉教授（* 1923年）
- 2004年 - カルロス・クライバー、指揮者（* 1930年）
- 2005年 - 橋口収、官僚、銀行家、初代国土事務次官、元広島銀行頭取（* 1921年）
- 2005年 - 友金信雄、政治家、元兵庫県宝塚市長（* 1922年）
- 2005年 - 寿岳章子、国語学者、エッセイスト、社会活動家（* 1924年）
- 2006年 - レッド・バトンズ、コメディアン（* 1919年）
- 2006年 - 小谷輝二、政治家（* 1926年）
- 2006年 - 谷口徹次、俳優（* 1936年）
- 2006年 - 坪内滄明、日本画家（* 1939年）
- 2006年 - 宮田征典、元プロ野球選手（* 1939年）
- 2007年 - 太田省吾、劇作家、演出家（* 1939年）
- 2008年 - ブロニスワフ・ゲレメク、社会史学者、政治家、元ポーランド外務大臣（* 1932年）
- 2008年 - 武内伸、ラーメン評論家（* 1960年）
- 2009年 - 香取希代子[11]、舞踏家、日本フラメンコ協会名誉会長（* 1911年）
- 2009年 - カーメン・ブラッカー、日本学者、民俗学者（* 1924年）
- 2009年 - ウマ・アールトネン、作家、ジャーナリスト（* 1940年）
- 2010年 - 金久好、実業家、奄美大島史研究者、元日興ビルディング社長（* 1911年）
- 2010年 - 玉城徹、歌人、文芸評論家（* 1924年）
- 2010年 - ジョージ・スタインブレナー、実業家、ニューヨーク・ヤンキース元オーナー（* 1930年）
- 2010年 - ニーノ・デフィリッピス、自転車競技選手（* 1932年）
- 2010年 - 溝口雄三、中国思想史学者、東京大学・大東文化大学・中国社会科学院名誉教授（* 1932年）
- 2010年 - マウ・ピアイルック、航海士（* 1932年）
- 2012年 - 田中茂、医師、政治家、元埼玉県和光市長（* 1925年）
- 2012年 - 北村正利、天文学者（* 1926年）
- 2012年 - リチャード・D・ザナック、映画プロデューサー（* 1934年）
- 2012年 - セイジ・スタローン、俳優、映画監督（* 1976年）
- 2013年 - 戸田菊雄、政治家（* 1924年）
- 2013年 - コリー・モンティス、俳優（* 1982年）
- 2014年 - ナディン・ゴーディマー、作家、政治活動家、ノーベル文学賞受賞者（* 1923年）
- 2014年 - ロリン・マゼール、指揮者（* 1930年）
- 2015年 - 藤岡和賀夫、広告プロデューサー（* 1927年）
- 2015年 - 渡辺英樹、ミュージシャン、ベーシスト（* 1960年）
- 2016年 - ベルナルド・プロベンツァーノ、シチリアマフィア（* 1933年）
- 2016年 - ヘクトール・バベンコ、映画監督（* 1946年）
- 2017年 - チャールズ・バックマン、コンピュータ科学者（* 1924年）
- 2017年 - ノーマン・ジョンソン、数学者（* 1930年）
- 2017年 - 劉暁波、作家、人権活動家、ノーベル平和賞受賞者（* 1955年）
- 2018年 - 三木正之、ドイツ文学者、哲学者、神戸大学名誉教授（* 1926年）
- 2018年 - 浅利慶太、劇団四季創設者、演出家、実業家（* 1933年）
- 2018年 - 大塚徹、元プロ野球選手（* 1945年）
- 2018年 - 藤田香、イラストレーター（* 1971年）
- 2019年 - 本山一雄、実業家、元横浜ゴム社長（* 1926年）
- 2019年 - 釈智慧、禅宗僧侶、政治家（* 1933年）
- 2020年 - 山崎勉、英米文学者、翻訳家、専修大学名誉教授（* 1927年）
- 2020年 - グラント・イマハラ、電気技師、ロボット工学者、テレビ司会者（* 1970年）
- 2021年 - 辻久子、ヴァイオリニスト、大阪芸術大学名誉教授（* 1926年）
- 2021年 - シャーリー・フライ、テニス選手、国際テニス殿堂（* 1927年）
- 2021年 - 西垣昭、官僚、元大蔵事務次官、元海外経済協力基金総裁（* 1929年）
- 2021年 - 高橋健二、音楽家、ベーシスト（* 1938年）
- 2021年 - 浅見真州、能楽師（* 1941年）
- 2021年 - 坂巻伸昭、実業家、元東武トップツアーズ社長（* 1959年）
- 2023年 - 木滑良久、編集者、出版人、元マガジンハウス社長（* 1930年）
- 2023年 - 玉木美孝、ゲームクリエイター（* 1967年）
- 2023年 - グスタボ・バデル、ボディービルダー（* 1972年）
- 2024年 - 島村恒俊、実業家、しまむら創業者（* 1926年）
- 2024年 - ジェームズ・シッキング、俳優、声優（* 1934年）
- 2024年 - 伊丹賢太郎、アナウンサー（* 1941年）
- 2024年 - リチャード・シモンズ、フィットネストレーナー、ダイエット・コーディネーター（* 1948年）
- 2024年 - ムハンマド・デイフ、軍人、イッズッディーン・アル＝カッサーム旅団司令官（* 1965年）
- 2024年 - シャナン・ドハーティー、女優（* 1971年）
- 2024年 - トーマス・マシュー・クルックス、ドナルド・トランプ暗殺未遂事件銃撃犯（* 2003年）

### 人物以外（動物など）
- 1996年 - シンザン、競走馬、三冠馬、長寿記録（* 1961年）

## 記念日・年中行事
- 盆迎え火（ 日本）
盆の初日。家門で火をたき、祖先の霊を迎える。旧暦7月13日に行われていたもので、現代では地域などにより新暦7月13日や1カ月遅らせた8月13日などに行われている。
- 国家主権の日（英語版）（ モンテネグロ）
1878年のこの日に締結されたベルリン条約によりモンテネグロほかのオスマン帝国からの独立が承認されたことを記念。
- 日本標準時制定記念日（ 日本）
1886年7月13日に、東経135度を日本標準時とし、1888年1月1日よりこれを実施するという内容の勅令第51号「本初子午線経度計算方及標準時ノ件」が公布されたことに由来[13]。なお、公布文の署名が7月12日になされていることから、7月12日を日本標準時制定記念日としている書籍もある。
- 生命尊重の日（ 日本）
医師、法律家、教育者、主婦等で構成される「生命尊重の日実行委員会」が1984年に制定。1948年のこの日、優生保護法（現在の母体保護法）が公布されたことに由来。
- オカルト記念日（ 日本）
1974年7月13日に、オカルトブームの火つけ役となった映画『エクソシスト』が日本で初公開されたことに由来[14]。
- 水上バイクの日（ 日本）
日本海マリンクラブ（新潟県新潟市）が制定。日付は、「な（7）み（3）」の間に「/（1）」で、波を切ると読み、水上バイクの爽快感を表している[15]。
- イーサン・ハントの日（ 日本）
映画『ミッション:インポッシブル』が1996年7月13日に日本で公開されたことを記念して、主役のイーサン・ハントの名前をとったもの。日本記念日協会により2015年に認定された[16]。